# Перехід Mac на Apple silicon
Перехід Mac на Apple silicon – це процес зміни центральних процесорів (ЦП) лінійки комп’ютерів Mac виробництва Apple Inc. з процесорів Intel x86-64 на процесори, розроблені Apple, які використовують архітектуру ARM64. Генеральний директор Тім Кук оголосив про «дворічний план переходу» у своєму основному виступі на WWDC 22 червня 2020 року, а в листопаді того ж року були випущені перші комп’ютери Mac із процесорами Apple.
Це втретє Apple переводить Macintosh на нову архітектуру системи команд. Перший перехід був з Motorola 68000 на мікропроцесорів PowerPC у 1994 році, а другий — з процесорів PowerPC на Intel з використанням архітектури x86 у 2005–2006 роках.

## Передумови

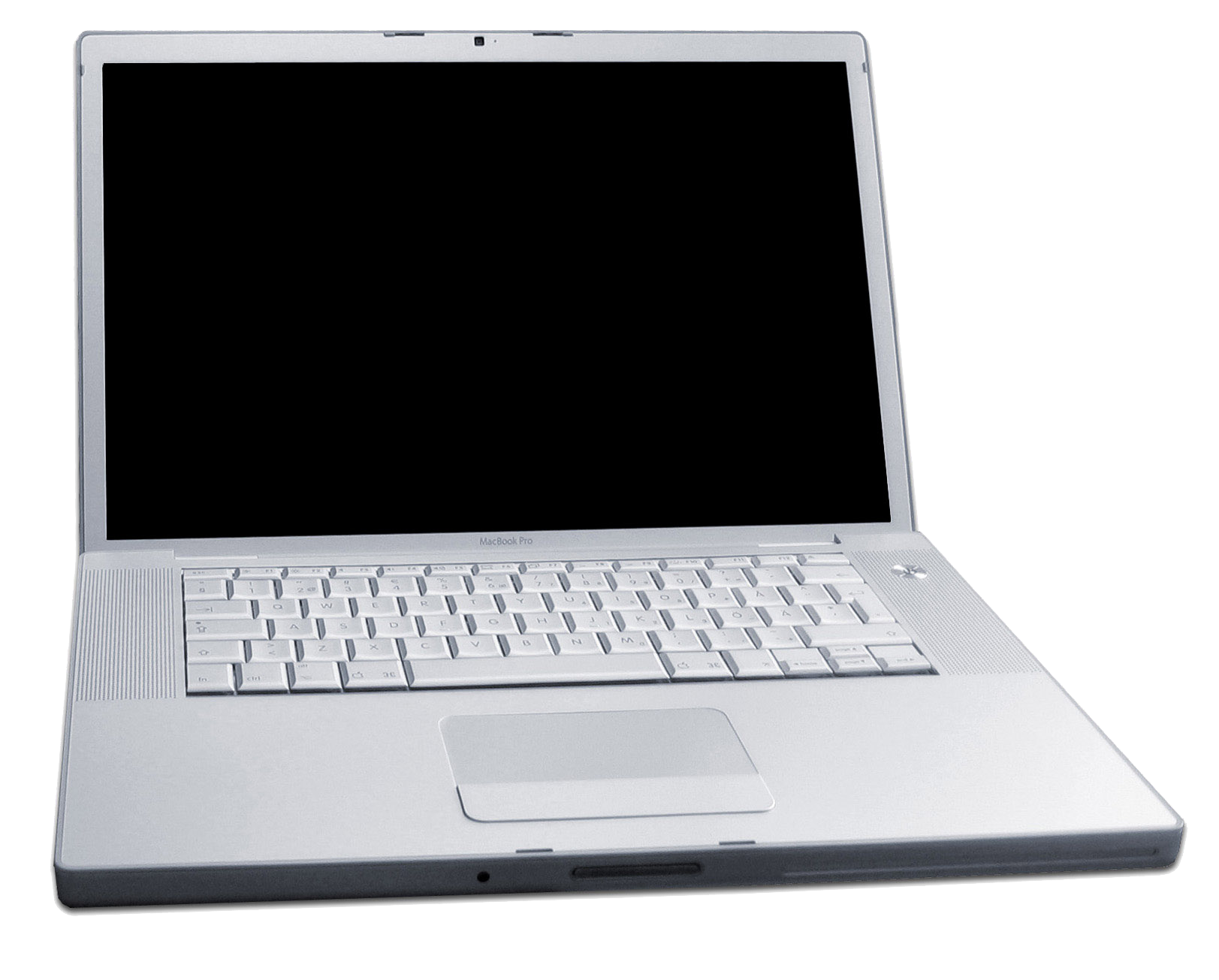
MacBook Pro першого покоління 2006 року, один із перших комп’ютерів Mac, який отримав процесор Intel замість процесора PowerPC.

З 2006 року Apple використовує процесори Intel у комп’ютерах Macintosh. Apple вперше використала архітектуру ARM у 1993 році у своєму персональному цифровому помічнику Newton, потім iPod у 2001 році та iPhone у 2007 році. З 2009 року Apple розробляє власні чипи ARM, які офіційно впроваджує з 2010 року в лінійку продуктів iPhone, iPad, iPod, Apple TV і Apple Watch, а також AirPods, Beats і HomePod. У період з жовтня 2016 року по серпень 2020 року були випущені комп’ютери Mac на базі Intel із співпроцесорами ARM, розробленими Apple.
У 2010-х роках ЗМІ провідомляли про розчарування та проблеми Apple з темпами та якістю розвитку технологій Intel. Як повідомляється, у 2017 році у Apple виникли проблеми з модемами Intel для iPhone через технічні проблеми та зриви термінів. Тим часом у звіті за 2018 рік було зазначено, що проблеми з чипом Intel спричинили редизайн MacBook. У 2019 році Apple назвала дефіцит процесорів Intel причиною спаду продажів Mac. У червні 2020 року колишній головний інженер Intel Франсуа П’єдноель розповів, що «аномально погана» гарантія якості процесорів Skylake від Intel, яка робить Apple «головним джерелом проблем в архітектурі», сприяла ухваленню Apple рішення про перехід. Головний технічний директор Intel Майк Мейберрі заперечив, що проблеми із забезпеченням якості можуть виникати у великих масштабах у будь-якого постачальника ЦП.

## Історія

### Раннє викоритстання ARM
У 1983 році компанія Acorn Computers розпочала роботу над проєктом розробки власної архітектури процесора та набору інструкцій під назвою Acorn RISC Machine (ARM). У 1985 році Apple Advanced Technology Group співпрацювала з Acorn над створенням експериментального прототипу під кодовою назвою Mobius, який замінив Apple II, використовуючи модифікований процесор ARM. Проєкт був зупинений, але Apple знову вступила в партнерство з Acorn, коли їй потрібен був малопотужний ефективний процесор для майбутнього КПК Newton. У 1990 році було створено нове спільне підприємство між Acorn, Apple і VLSI Technology з метою розробки процесора ARM. Компанія отримала назву Advanced RISC Machines Ltd, що дало абревіатуру ARM. Apple володіла 43% акцій компанії, яка була зменшена до 14,8% в 1999 році.

### Перехід з PowerPC на Intel
Після переходу Apple на процесори Intel у 2005–2006 роках усі комп’ютери Macintosh, аж до переходу на Apple Silicon, використовували архітектуру центрального процесора Intel x86. Під час свого виступу на WWDC у 2005 році Стів Джобс зазначив, що процесори на базі Intel перевершують процесори IBM PowerPC з точки зору споживання енергії, і що якщо Apple продовжить покладатися на технологію PowerPC, вона не зможе створити майбутні комп’ютери Mac, які вона передбачала, включно з високопродуктивнішими робочими станціями та передові ноутбуки для швидко зростаючого ринку ноутбуків: «Поки ми дивимося вперед, ми можемо уявити деякі дивовижні продукти, які хочемо створити ... І ми не знаємо, як створити їх з урахуванням майбутньої дорожньої карти PowerPC».
До червня 2006 року лише високоякісні настільні комп’ютери та сервери Apple все ще використовували процесори PowerPC. Перехід обладнання було завершено, коли в серпні 2006 року було анонсовано комп’ютери Mac Pro та Xserve на базі Intel, які були доступні до кінця року.
Apple припинила підтримку завантаження на PowerPC з Mac OS X 10.6 «Snow Leopard» у серпні 2009 року, через три роки після завершення переходу. Підтримка додатків PowerPC через Rosetta була припинена з macOS версії 10.7 «Lion» у липні 2011 року, через п’ять років після завершення переходу.

### Розробка процесора

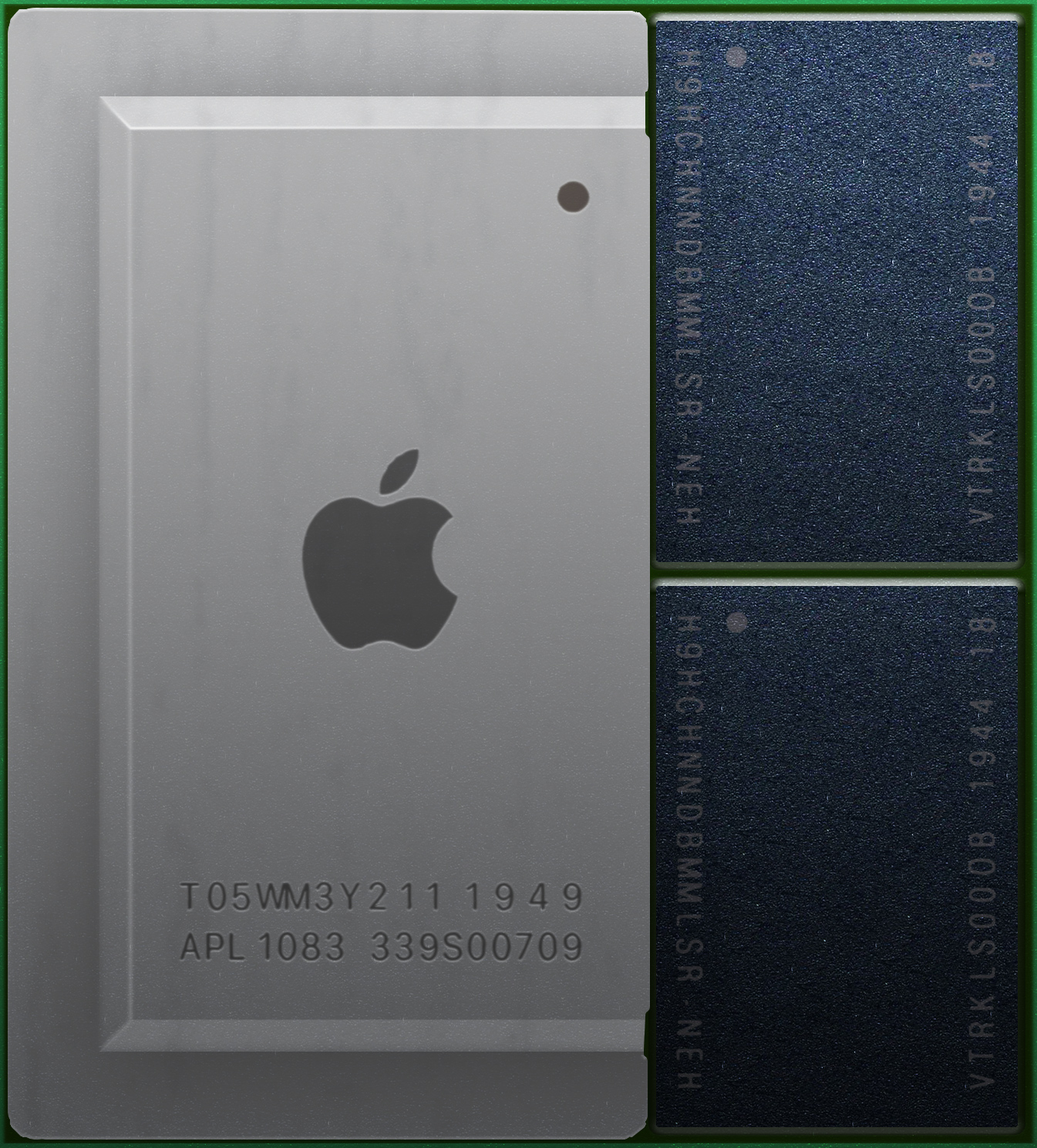
Зоюоаження процесора Apple A12Z.

У 2008 році Apple купила процесорну компанію P.A. Semi за 278 мільйонів доларів США. Тоді повідомлялося, що Apple купила P.A. Semi за її інтелектуальну власність та інженерний талант. Пізніше головний виконавчий директор Стів Джобс заявив, що P.A. Semi розроблятиме системи на кристалі для iPod та iPhone від Apple. Після придбання Apple підписала рідкісну «ліцензію на архітектуру» з ARM, що дозволило компанії розробити власне ядро, використовуючи набір команд ARM. Першим чипом, розробленим Apple, був A4, випущений у 2010 році, який вперше з'явився у iPad першого покоління, а потім в iPhone 4. Згодом Apple випустила ряд продуктів з власними процесорами.
Чутки про те, що Apple переведе Macintosh на спеціально розроблені процесори ARM, почали поширюватися в 2011 році, коли SemiAccurate опублікувала прогноз, що це станеться до середини 2013 року. У 2014 році MacRumors повідомило, що Apple тестує прототип Mac на базі ARM з великим Magic Trackpad. У 2018 році Bloomberg повідомило, що Apple планує використовувати власні чипи на базі архітектури ARM, починаючи з 2020 року.
Як повідомляється, процесор Apple A12X, який використовувався в iPad Pro 2018 року, приблизно відповідає продуктивності процесора Intel Core i7, який використовувався в тогочасних MacBook Pro.
Протягом кількох місяців і тижнів до WWDC 2020 року численні повідомлення ЗМІ передбачали офіційне оголошення про перехід під час заходу.

## Процес переходу

### 2020
Apple оголосила про свої плани перевести платформу Macintosh на Apple silicon у серії презентацій WWDC у червні 2020 року. Очікувалося, що весь перехід лінійки продуктів Macintosh займе «близько двох років», а перші комп’ютери Mac на базі ARM будуть випущені до кінця 2020 року. Подібним чином оголошувався перехід Apple на Intel у 2005–2006 роках, який фактично зайняв близько року.
Усі програми Apple, які входять до випуску macOS Big Sur, сумісні з архітектурами x86-64 та ARM. Багато додатків сторонніх розробників так само створені для подвійної платформи, включаючи відомі пакети програмного забезпечення, такі як Adobe Photoshop, Final Cut Pro і Microsoft Word.
Щоб дозволити програмному забезпеченню на базі x86 працювати на нових комп’ютерах Mac на базі ARM, програмне забезпечення для динамічного бінарного перекладу Rosetta 2 прозоро вбудовано в macOS Big Sur. Universal binary 2 дозволяє розробникам додатків забезпечувати підтримуку як x86-64, так і ARM64.
Щоб дозволити розробникам підготувати своє програмне забезпечення для безперебійної роботи на комп’ютерах Mac на базі ARM, їм було надано можливість підписатися на річне членство в програмі Universal App Quick Start Program, яка надала кілька переваг. Однією з таких переваг була ліцензія на використання комплекту для розробників Developer Transition Kit (DTK), який тимчасово надала Apple. У цьому Developer Transition Kit використовується чип A12Z, який спочатку використовувався в iPad Pro (4-го покоління), розміщений у корпусі Mac mini. В інтерв’ю невдовзі після оголошення про перехід старший віце-президент Apple з розробки програмного забезпечення Крейг Федерігі високо оцінив продуктивність прототипу Mac на базі ARM від DTK Apple.
10 листопада 2020 року Apple анонсувала Apple M1, свій перший процесор на базі ARM, який буде використовуватися в комп’ютерах Mac, зокрема в  оновлених моделях Mac mini, MacBook Air і 13-дюймовому MacBook Pro.

### 2021
У квітні 2021 року оновлені iMac та iPad Pro були представлені на базі чипа M1.
У жовтні 2021 року Apple анонсувала дві професійні системи на кристалі, M1 Pro і M1 Max, і випустила 14-дюймові та 16-дюймові моделі MacBook Pro на їх базі. Після цього Apple припинила випуск всіх своїх ноутбуків на базі Intel.

## Вплив
У червні 2020 року технічний аналітик Деніел Ньюман підрахував, що на Apple припадає від 1,5 до 3,0 мільярдів доларів (близько 2-4%) річного доходу Intel і лише від 6,9% до 12% ринку ПК в США і 7% у всьому світі. Експерти припустили, що відхід Apple від чіпів Intel може спонукати інших клієнтів зробити те ж саме. CNET припустив, що перехід може знизити вартість компонентів Apple.

### Користувачі та розробники
Програми, створені для платформи iOS, можуть працювати на комп’ютерах Mac на базі ARM. Це доповнення програмного забезпечення, доступне для Macintosh, і полегшує постачальникам програмного забезпечення створення програм, які працюють на всьому діапазоні пристроїв Apple.
Перехід може серйозно обмежити або навіть унеможливити роботу комп’ютерів для любителів «Hackintosh», у яких macOS працює на стандартному обладнанні ПК з порушенням ліцензійних обмежень.
Програмне забезпечення Boot Camp, яке дозволяє комп’ютерам Mac на базі Intel запускати Microsoft Windows у середовищі мультизавантаження, яке підтримує Apple, не буде реалізовано на комп’ютерах Mac на базі Apple silicon. Станом на кінець червня 2020 року Apple заявила, що «не планує прямого завантаження Windows» на комп’ютерах Macintosh на базі ARM. Старший віце-президент Apple з розробки програмного забезпечення Крейг Федерігі припустив, що технологія віртуалізації є життєздатною альтернативою: «Суто віртуалізація - це шлях... Гіпервізори можуть бути дуже ефективними, тому потреба в прямому завантаженні насправді не повинна турбувати». Microsoft не прокоментувала, чи розширить свою ліцензію Windows на базі ARM за межі попередньої установки OEM.

## Сприйняття
Wired висловив скептицизм щодо того, що розробники Apple можуть підвищити продуктивність процесорів, пов’язаних зі смартфонами, до рівня Mac Pro. Також він поставив під сумнів справжню тривалість підтримки бінарних файлів Intel на комп’ютерах Mac на базі ARM і те коли вийде перша версія macOS, яка не підтримуватиме Intel. Apple не назвала точних термінів підтримки Mac на базі Intel, зазначивши лише, що робитиме це «протягом багатьох років». Лорен Гірет позитивно зауважила, що Apple може «домогтися успіху там, де Microsoft зазнала невдачі» завдяки «тісній інтеграції» Apple апаратного та програмного забезпечення та величезної колекції додатків, які вже можуть працювати на новій платформі.